# Lou Castel

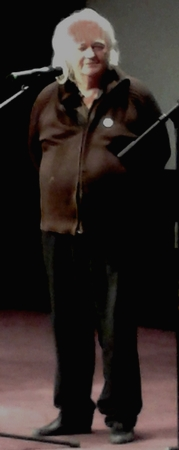
Lou Castel (2014)

Lou Castel (eigentlich Ulv Quarzéll, * 28. Mai 1943 in Bogotá, Kolumbien) ist ein schwedischer Schauspieler.

## Leben
Castel, als Sohn eines Schweden und einer Irin in Kolumbien geboren, ging bereits als junger Mann nach Europa. Interessiert am Schauspiel, besuchte er das Centro Sperimentale di Cinematografia, das er jedoch bald wieder verlassen musste. Seine erste (unerwähnte) Filmrolle hatte er in Viscontis Der Leopard. Bereits zwei Jahre später schaffte er den Durchbruch in Mit der Faust in der Tasche. Er wurde schnell zur Symbolfigur einer rebellischen Jugend, die sich gegen die sozialen Unterschiede zur Wehr setzte. Seine ungewöhnliche, nervös und abwesend wirkende, aber auch introvertierte Art zu spielen war recht einzigartig im italienischen Kino und ließ ihn als Antihelden erscheinen.
In den folgenden Jahren arbeitete Castel mit renommierten europäischen Regisseuren dieser Zeit zusammen, so zum Beispiel mit Pier Paolo Pasolini, Wim Wenders, Claude Chabrol, Helke Sander und Rainer Werner Fassbinder, spielte aber auch in reinen Kommerzproduktionen teilweise obskurer Machart. Auch in Fernsehserien war er zu sehen, beispielsweise 1989 in einer Tatort-Episode des NDR. Castel war bekannt dafür, große Teile seiner Gagen Befreiungsbewegungen in Lateinamerika zukommen zu lassen.

## Filmografie (Auswahl)
- 1963: Der Leopard (Il gattopardo)
- 1965: Mit der Faust in der Tasche (I pugni in tasca)
- 1966: Francesco d'Assisi (Fernsehfilm)
- 1966: Mögen sie in Frieden ruh’n (Requiescant)
- 1967: Töte Amigo (Quien sabe)
- 1968: Bandit zu besichtigen (I protagionisti)
- 1968: Danke, Tante (Grazie zia)
- 1968: Lucrezia Borgia – Die Tochter des Papstes (Lucrezia)
- 1970: Willkommen in der Hölle (¡Mátalo!)
- 1971: Im Namen des Vaters (Nel nome del padre)
- 1971: Warnung vor einer heiligen Nutte
- 1972: Mord exclusiv (Terza ipotesi su un caso di perfetta strategia criminale)
- 1972: Der Planet Venus (Pianeta Venere)
- 1973: Der scharlachrote Buchstabe
- 1974: Output
- 1974: Nada
- 1976: Ramba Zamba bei der Mafia (Come una rosa al naso)
- 1976: Treffpunkt Todesbrücke (The Cassandra Crossing)
- 1977: Der amerikanische Freund
- 1977: Mr. Mean
- 1977: Schweine mit Flügeln (Porci con le ali)
- 1977: Terror Streets (Italia: ultimo atto?)
- 1977: Die verschworenen Kinder (Les enfants du placard)
- 1977: Violanta
- 1979: Geständnis einer Nonne (Suor Omicidi)
- 1982: Die Augen, der Mund (Gli occhi, la bocca)
- 1984: Der Beginn aller Schrecken ist Liebe
- 1984: Trauma
- 1985: Sie stand so lange im Scheinwerferlicht (Elle a passé tant d'heures sous les sunlights…)
- 1986: Fraulein – ein deutsches Melodram (Fernsehfilm)
- 1987: Mann unter Feuer (Man on Fire)
- 1989: Tatort – Schmutzarbeit (Fernsehreihe, 1 Folge)
- 1989: Wie spät ist es? (Che ora è?)
- 1990: Ausbruch aus dem Paradies (Fuga dal paradiso)
- 1991: Arizona Road (Fuga da Kayenta)
- 1991: Codename: Gorilla (Le Gorille) (Fernsehreihe, 1 Folge)
- 1991: Verliebt in die Gefahr (Year of the Gun)
- 1993: Wenn Liebe entflammt (La naissance de l’amour)
- 1996: Drei Leben und ein Tod (Trois vies et une seule mort)
- 1996: Immer wieder die Frauen (Encore)
- 1996: Irma Vep (Irma Vep)
- 2007: Kapitän Ahab (Capitaine Achab)
- 2012: L’affaire Gordji, histoire d’une cohabitation (TV)
- 2013: Die Nonne
- 2013: Halbschatten
- 2016: Les Hauts Pays (High Grounds)
- 2019: Unser Paris (Paris est à nous)